# 1-я Самарская мужская гимназия
1-я Самарская гимназия (также Самарская мужская гимназия) — мужская классическая гимназия в Самаре.

## История
В связи с образованием в 1851 году по указу государственного сената Самарской губернии, 5 августа 1856 года в Самаре было открыто первое среднее общеобразовательное учебное заведение — Самарская губернская мужская гимназия. Первоначально гимназия имела четыре класса (с 1874 года курс обучения стал восьмилетним). Всего в первый год было зачислено 53 мальчика от 8 до 10 лет, в том числе в первый класс приняли 24 человека «знающих по Закону Божию наизусть главные молитвы, рассказы о важнейших событиях из священной истории Ветхого и Нового Завета». По русскому языку они должны были уметь писать под диктовку без искажения слов, читать по церковнославянски и связно пересказывать. Штат гимназии состоял из инспектора, законоучителя, двух старших и четырех младших учителей и преподавателя чистописания и рисования. Обучение было платным. В газете «Самарские губернские ведомости» сообщалось, что мужская гимназия разместилась в двухэтажном каменном доме, арендованном у купца Растрепина за 1300 рублей в год.
В 1861 году, в связи с увеличением числа учеников и открытием трех высших классов, а также теснотой помещений, гимназия по контракту аренды (сроком на 12 лет и с годовой платой 2200 рублей) переехала в доходный дом купца Вощакина на углу улиц Заводской и Саратовской.
В 1864 году гимназия была преобразована в классическую, с преподаванием латинского языка, однако используемое помещение было признано несоответствующим требованиям учебного заведения. Гимназия продолжала находиться в старом здании до 1889 года, а арендная плата была поднята до 4 тысяч рублей в год.
В 1874 году в гимназии учреждены 10 стипендий имени Г. С. Аксакова.
В 1889 году 1-я гимназия переехала в здание на углу Троицкой и Александровской улиц (с 1963 года в нём находится корпус Самарского государственного технического университета) и находилась по этому адресу до своего закрытия в 1918 году.
В 1905 году был поднят вопрос об открытии 2-й мужской гимназии (открыта в 1908 году). Позднее также была открыта 3-я мужская гимназия.

## Директора
- Редников, Алексей Ильич (уп. 1889); окончил Вятскую мужскую гимназии и Казанский университет; с 1848 по 1878 год был директором Вятской мужской гимназии, преподавал латинский язык.
- Павлов, Александр Иванович (уп. 1908—1914); с 1903 по 1906 год — директор Вятской мужской гимназии.

## Известные выпускники
- Андреев, Григорий Петрович   (около 1855 — после 1885) — народоволец.
- Егоров, Александр Ильич ( 1901 )  — советский военачальник и военно-политический деятель. Один из выдающихся полководцев Гражданской войны в России. Один из первых Маршалов Советского Союза (1935).